# Гонконгская обсерватория
Гонконгская обсерватория (кит. 香港天文台, пиньинь Xiānggǎng Tiānwéntái, англ. Hong Kong Observatory) — обсерватория метеорологической службы Специального административного района Гонконг, осуществляющая функции по управлению государственным имуществом и оказанию государственных услуг в области гидрометеорологии и смежных с ней областях, мониторингу состояния и загрязнения окружающей среды и выпуску метеорологических предупреждений.
Обсерватория прогнозирует погоду и выпускает предупреждения об опасностях, связанных с погодой. Она также отслеживает и оценивает уровни радиации в Гонконге и предоставляет другие метеорологические и геофизические услуги для удовлетворения потребностей населения, а также судоходства, авиации, промышленности и машиностроения.

## Сигналы предупреждения о тропическом циклоне в Гонконге
Предупреждающие сигналы о тропических циклонах в Гонконге выпускаются Гонконгской обсерваторией для предупреждения о потенциальной угрозе или последствиях тропического циклона в районе Гонконга. Шкала ураганов Саффира — Симпсона используется для некоторых тропических циклонов Западного полушария. В Гонконге действуют похожие официальные пятиуровневые предупреждающие сигналы, в которых используются описания ветров, взятые из шкалы Бофорта. Однако уровни Гонконга не соответствуют шкале Бофорта, в которой 12 уровней.
Самый низкий уровень гонконгской системы № 1 не соответствует какой-либо силе ветра; это предупреждение, основанное на расстоянии шторма. Самый высокий уровень, сигнал урагана № 10, выдаётся нечасто. С 1946 года было выдано 17 предупреждений № 10. С 1980-х по 2000-е годы было выдано два сигнала № 10: для тайфуна Эллен в 1983 году и тайфуна Йорк в 1999 году. Четыре таких сигнала были выданы с 2010 года: для тайфуна Висенте в 2012 году, тайфуна Хато в 2017 году, тайфуна Мангхут в 2018 году и тайфуна Саола в 2023 году.
Номера сигналов будут меняться в соответствии с условиями. На сайте Гонконгской обсерватории в режиме реального времени обновляются данные о времени выпуска и отмены сигналов.
| № сигнала | название                                                                 | символ | значение |
| --------- | ------------------------------------------------------------------------ | ------ | --- |
| 1         | Режим готовности Standby 戒備                                            |        | Сигнал № 1 является консультативным сигналом, когда тропический циклон находится в пределах 800 км от Гонконга. Если в течение 24 часов не ожидается сильных ветров, выдача сигнала может быть отложена. В очень редких случаях сигнал может быть выдан, когда тропический циклон все ещё находится за пределами 800 км от Гонконга. Обычно это происходит, когда ожидается, что тайфун с высокой скоростью движения окажет серьёзное воздействие на Гонконг даже на расстоянии. |
| 3         | Сильный ветер Strong Wind 強風                                           |        | Сигнал № 3 предупреждает о том, что ожидается приближение тропического циклона к Гонконгу, который вызовет сильные ветры в Гонконге. Сильные ветры варьируются от 41 до 62 км/ч, но порывы могут превышать 110 км/ч. Обычно сигнал предупреждает о сильных ветрах над Гонконгом на уровне моря примерно за 12 часов. |
| 8NW       | Буря или Шторм Gale or Storm 烈風或暴風                                  |        | Сигналы № 8 предупреждают о шторме или буре из одного из четырёх квадрантов. Буря колеблется от 63 до 87 км/ч, а шторм — от 88 до 117 км/ч. Порывы могут превышать 180 км/ч. Время подачи первого из этих сигналов нацелено на то, чтобы дать предупреждение о штормах за 12 часов, как правило, над Гонконгом вблизи уровня моря, но предупреждение может быть короче для открытых территорий и возвышенностей. Неожиданное усиление тропического циклона при ускоренном движении ближе к Гонконгу может сократить период предупреждения. Когда подаётся один из этих сигналов, паромы обычно прекращают движение, а все школы и суды закрываются. |
| 8SW       | Буря или Шторм Gale or Storm 烈風或暴風                                  |        | Сигналы № 8 предупреждают о шторме или буре из одного из четырёх квадрантов. Буря колеблется от 63 до 87 км/ч, а шторм — от 88 до 117 км/ч. Порывы могут превышать 180 км/ч. Время подачи первого из этих сигналов нацелено на то, чтобы дать предупреждение о штормах за 12 часов, как правило, над Гонконгом вблизи уровня моря, но предупреждение может быть короче для открытых территорий и возвышенностей. Неожиданное усиление тропического циклона при ускоренном движении ближе к Гонконгу может сократить период предупреждения. Когда подаётся один из этих сигналов, паромы обычно прекращают движение, а все школы и суды закрываются. |
| 8NE       | Буря или Шторм Gale or Storm 烈風或暴風                                  |        | Сигналы № 8 предупреждают о шторме или буре из одного из четырёх квадрантов. Буря колеблется от 63 до 87 км/ч, а шторм — от 88 до 117 км/ч. Порывы могут превышать 180 км/ч. Время подачи первого из этих сигналов нацелено на то, чтобы дать предупреждение о штормах за 12 часов, как правило, над Гонконгом вблизи уровня моря, но предупреждение может быть короче для открытых территорий и возвышенностей. Неожиданное усиление тропического циклона при ускоренном движении ближе к Гонконгу может сократить период предупреждения. Когда подаётся один из этих сигналов, паромы обычно прекращают движение, а все школы и суды закрываются. |
| 8SE       | Буря или Шторм Gale or Storm 烈風或暴風                                  |        | Сигналы № 8 предупреждают о шторме или буре из одного из четырёх квадрантов. Буря колеблется от 63 до 87 км/ч, а шторм — от 88 до 117 км/ч. Порывы могут превышать 180 км/ч. Время подачи первого из этих сигналов нацелено на то, чтобы дать предупреждение о штормах за 12 часов, как правило, над Гонконгом вблизи уровня моря, но предупреждение может быть короче для открытых территорий и возвышенностей. Неожиданное усиление тропического циклона при ускоренном движении ближе к Гонконгу может сократить период предупреждения. Когда подаётся один из этих сигналов, паромы обычно прекращают движение, а все школы и суды закрываются. |
| 9         | Усиливающийся буря или шторм Increasing Gale or Storm 烈風或暴風風力增強 |        | Сигнал № 9 указывает на то, что центр тайфуна вскоре пройдёт вблизи Гонконга, что приведёт к изменению направления ветра. С другой стороны, сигнал обычно подразумевает, что скорость ветра уже достигла силы шторма (от 63 до 117 км/ч) и имеет шанс увеличиться до силы урагана за короткий промежуток времени. Таким образом, сигнал не выдаётся для сильных тропических штормов, но может сохраняться после того, как тайфун ослабеет до сильного тропического шторма. |
| 10        | Ураган Hurricane 颶風                                                    |        | Сигнал № 10 предупреждает об ураганном ветре. Скорость ураганного ветра достигает 118 км/ч, но порывы могут превышать 220 км/ч. Этот сигнал подразумевает, что центр тайфуна ударит по Гонконгу напрямую или пройдёт достаточно близко, чтобы принести ураганный ветер в любое место около уровня моря в Гонконге в течение короткого времени после подачи сигнала. |

### Общественное руководство Гонконгской обсерватории
Гонконгская обсерватория даёт общественности указания о том, когда подаются сигналы. This include:

- При подаче сигнала № 1 учитывать при планировании действий и иметь в виду, что в прибрежных водах могут быть сильные ветры.
- При подаче сигнала № 3 следует закрепить все незакреплённые предметы, особенно на балконах и крышах.
- При подаче сигнала № 8 следует принять все меры предосторожности (например, закрепить все незакреплённые предметы) до начала шторма.
- При подаче сигнала № 9 или № 10 следует оставаться в помещении и подальше от открытых окон и дверей, чтобы избежать разлетающихся обломков.

## Сигналы предупреждения о ливнях в Гонконге
Сигналы предупреждения о ливне используются в Гонконге для оповещения населения о сильном дожде, который может привести к серьёзным нарушениям, таким как заторы на дорогах и наводнения. Они также обеспечивают готовность основных служб к действиям в чрезвычайных ситуациях.
| сигнал                                                      | символ | значение |
| ----------------------------------------------------------- | ------ | --- |
| ЯНТАРНЫЙ сигнал о ливне AMBER rainstorm signal 黃色暴雨警告 |        | Сильный дождь прошёл или, как ожидается, пройдёт над Гонконгом, превысив 30 миллиметров в час, и, вероятно, продолжится. ЯНТАРНЫЙ сигнал предупреждает о возможном сильном дожде, который может перейти в КРАСНЫЙ или ЧЕРНЫЙ сигнал. В некоторых низинных районах и районах с плохим дренажём ожидаются наводнения. |
| КРАСНЫЙ сигнал о ливне RED rainstorm signal 紅色暴雨警告    |        | Сильный дождь прошёл или, как ожидается, пройдёт над Гонконгом, превысив 50 миллиметров в час, и, вероятно, продолжится. КРАСНЫЙ сигнал предупреждает о потенциальном сильном дожде, который может перерасти в ЧЕРНЫЙ сигнал. Все ученики должны оставаться в школе, если нет видимого риска оставаться в здании. Если все ещё дома, все ученики должны оставаться дома до дальнейшего уведомления. Слушайте радио или проверяйте погоду. |
| ЧЕРНЫЙ сигнал о ливне BLACK rainstorm signal 黑色暴雨警告   |        | Очень сильный дождь прошёл или, как ожидается, будет идти над Гонконгом, превысив 70 миллиметров в час, и, вероятно, продолжится. Когда прозвучит ЧЕРНЫЙ сигнал, Гонконг полностью остановится. Школы не будут отпускать учеников, если только не будет очевидного риска для продолжения учёбы, и всем рекомендуется немедленно искать убежище. Автобусы и другие виды общественного транспорта могут быть остановлены через некоторое время, чтобы позволить пассажирам вернуться домой, в зависимости от спроса и уровня риска по маршруту. Услуги метрополитена будут ограничены или приостановлены из-за риска наводнения. |